# Hiệp định về Vùng nước lịch sử Việt Nam–Campuchia
Hiệp định về Vùng nước lịch sử của nước Cộng hoà xã hội chủ nghĩa Việt Nam và nước Cộng hoà nhân dân Campuchia (tiếng Khmer: កិច្ចព្រមព្រៀង ស្ដីពី តំបន់ទឹកប្រវត្ដិសាស្ដ្រ នៃសាធារណរដ្ឋប្រជាមានិតកម្ពុជា និង របស់សាធារណរដ្ឋសង្គមនិយមវៀតណាម) được ký kết giữa chính phủ Việt Nam và chính phủ Cộng hòa Nhân dân Campuchia. Hiệp định này làm tại Thành phố Hồ Chí Minh vào ngày 7 tháng 7 năm 1982, thành hai bản bằng tiếng Việt và tiếng Khmer. Người đại diện ký kết của Việt Nam là Bộ trưởng Ngoại giao Nguyễn Cơ Thạch, người đại diện ký kết của Cộng hòa Nhân dân Campuchia là Bộ trưởng Ngoại giao Hun Sen.

## Nội dung
Vùng nước nằm giữa bờ biển tỉnh Kiên Giang, đảo Phú Quốc đến quần đảo Thổ Chu của Việt Nam và bờ biển tỉnh Kampot đến nhóm đảo Poulo Wai của nước Cộng hoà nhân dân Campuchia là vùng nước lịch sử của hai nước theo chế độ nội thủy, được giới hạn:
- Phía Tây Bắc: đường thẳng nối liền các toạ độ 9°54.2' Bắc - 102°55.2' Đông và 9°54.5' Bắc - 102°57.0' Đông ở đảo Poulo Wai (Campuchia) đến toạ độ 10°24.1' Bắc - 103°48.0' Đông và 10°25.6' Bắc - 103°49.2' Đông ở đảo Koh Sès (Campuchia) đến toạ độ 10°30.0' Bắc - 103°47.4' Đông ở đảo Koh Thmei (Campuchia) kéo đến toạ độ 10°32.4' Bắc - 103°48.2' Đông trên bờ biển tỉnh Kampot (Campuchia).
- Phía Bắc: đường bờ biển tỉnh Kampot từ toạ độ 10°32.4' Bắc - 103°48.2' Đông đến điểm mút trên bờ biển của đường biên giới đất liền giữa Việt Nam và Campuchia.
- Phía Đông Nam: đường nối liền từ điểm mút trên bờ biển của đường biên giới đất liền giữa Việt Nam và Campuchia đến toạ độ 10°04.2' Bắc - 104°02.3' Đông ở mũi An Yên trên đảo Phú Quốc (Việt Nam) vòng theo bờ Bắc đảo đến mũi Đất Đỏ ở toạ độ 10°02.8' Bắc - 103°59.1' Đông kéo qua toạ độ 9°18.1' Bắc - 103°26.4' Đông ở đảo Thổ Chu (Việt Nam) đến toạ độ 9°15.0' Bắc - 103°27.0' Đông ở đảo Hòn Nhạn thuộc quần đảo Thổ Chu (Việt Nam)
- Phía Tây Nam: đường thẳng kéo tà toạ độ 9°55.0' Bắc - 102°53.5' Đông ở đảo Poulo Wai đến toạ độ 9°15.0' Bắc - 103°27.0' Đông ở đảo Hòn Nhạn thuộc quần đảo Thổ Chu (Việt Nam).

Hai bên vẫn lấy đường gọi là đường Brévié được vạch ra năm 1939 làm đường phân chia đảo trong khu vực này.